# Jean-Baptiste Habyalimana
J.-B. Habyalimana mit Familie

Link zum Bild

Jean-Baptiste Habyalimana, auch Habyarimana (* 14. März 1950 in Runyinya, Ruanda-Urundi; † um Mai 1994 in Gitarama), war ein ruandischer hoher Verwaltungsbeamter und Ingenieurwissenschaftler. Als Präfekt von Butare und seinerzeit einziger Tutsi im Präfektenamt widersetzte er sich dem Völkermord in Ruanda.

## Werdegang
Jean-Baptiste Habyalimana, der aus der Gemeinde Runyinya in Butare stammte, schloss sein Studium des Bauingenieurwesens an der Université nationale du Rwanda (UNR) im Oktober 1975 mit dem Diplom ab. Anschließend war er von Dezember 1975 bis November 1978 am Centre d’études et d’application de l’energie tätig. Währenddessen wurde er zum Assistenzprofessor an der naturwissenschaftlichen Fakultät der Nationaluniversität ernannt.
Im August 1984 erhielt er die Erlaubnis, ein Aufbaustudium an der University of Missouri in den Vereinigten Staaten durchzuführen. Nach der Verteidigung seiner Dissertation im August 1989 kehrte er nach Butare zurück und erhielt einen Lehrauftrag im Fachbereich Bauingenieurwesen. Am 22. Januar 1990 wurde er zum Prodekan der Fakultät für angewandte Wissenschaften gewählt.
Der Komplizenschaft mit der Ruandischen Patriotischen Front (RPF) beschuldigt, wurde Habyalimana ab dem 3. Oktober 1990 im Gefängnis von Karubanda interniert, ohne dass Anklage gegen ihn erhoben wurde. Nach der Ratifizierung des Waffenstillstandsabkommens von N’Sele kam er am 25. März 1991 frei. Unter der Bedingung, dass er von allen administrativen Pflichten entbunden werde, wurde ihm am 9. April die Wiederaufnahme seiner Tätigkeit an der UNR gestattet.

## Widerstand
Nach der Tötung des Präsidenten Juvénal Habyarimana am 6. April 1994, die als Auslöser des Völkermords gilt, versuchte Präfekt Habyalimana, Mitglied der Liberal Party und seit etwa 1992 im Amt, zusammen mit Jean-Marie Gisagar, dem Bürgermeister von Nyabisindu, in Butare Recht und Ordnung aufrechtzuerhalten und die genozidale Gewalt gegen die Tutsi einzudämmen, auch nachdem der Völkermord am 12. April zur Regierungsdirektive wurde. Anfangs unterstützten sie der lokale Kommandant der Nationalpolizei und die meisten Bürgermeister der Region. Habyalimanas Entlassung wurde am Abend des 17. Aprils über das Radio verkündet.

## Verfolgung
Die Übergangsregierung nutzte die Vereidigung seines Nachfolgers Sylvain Nsabimana am 19. April als Kundgebung mit dem Ziel der Mobilisierung der lokalen Beamten der Region zur Durchführung des Völkermords in ihren Gemeinden. Der Übergangspräsident Théodore Sindikubwabo hielt eine berüchtigte Rede. In den folgenden Wochen konnte Habyalimana seiner Verhaftung entgehen, indem er sich versteckt hielt. Etwa eine Woche nachdem das sogenannte Comité préfectoral de sécurité („Sicherheitsausschuss der Präfektur“) am 6. Mai eine intensivere Suche angeordnet hatte, wurde er gefasst und zunächst in einer kleinen, dunklen Zelle neben dem Präfekturgebäude gefangen gehalten, bevor er in Gitarama, dem Sitz der Übergangsregierung, hingerichtet wurde.
Seine Witwe Josephine, die Menschenrechtsaktivistin war, und die beiden gemeinsamen Töchter kamen zwischenzeitlich in die Obhut des Staatsanwalts Bushishi und des Unterpräfekten Faustin Rutayisire, wurden jedoch nach Ende Juni von Soldaten der Unteroffizierschule von Butare (Ecole de Sous-Officiers, ESO) ermordet.
Im Jahr 2011 wurden Justin Mugenzi, Handelsminister der Übergangsregierung, und Prosper Mugiraneza, Minister für den öffentlichen Dienst, vom Internationalen Strafgerichtshof für Ruanda aufgrund ihrer Rolle bei der Amtsenthebung Habyalimanas des Völkermords schuldig gesprochen.